# Christian Moritz Alexander von Frankenberg und Ludwigsdorf
Christian Moritz Alexander von Frankenberg und Ludwigsdorf (* 24. Januar 1732 in Wundschütz; † 23. April 1794 in Ansbach) war ein preußischer Generalmajor und Chef des Husarenregiments Nr. 11.

## Leben

### Herkunft
Seine Eltern waren Hans Wolf von Frankenberg (* 25. Juli 1686; † 26. Oktober 1756) und dessen Ehefrau Johanna Helene, geborene von Schimonsky aus dem Haus Uschitz. Der Generalmajor Karl Wolfgang von Frankenberg und Ludwigsdorf war sein Bruder.

### Militärkarriere
Im Jahr 1749 wurde er Junker im Husarenregiment „Dewitz“. Dort wurde er am 23. September 1752 Kornett. Während des Siebenjährigen Krieges nahm er an den Schlachten von Lobositz, Leuthen, Kunersdorf, Torgau, Freiberg und dem Gefecht bei Strehlen teil. In dieser Zeit wurde er am 5. Februar zum Sekondeleutnant, am 1. Juli 1760 zum Premierleutnant sowie am 20. Januar 1762 zum Rittmeister und Eskadronchef befördert. Dazu erhielt er am 29. Oktober 1762 den Orden Pour le Mérite für seine Tapferkeit in der Schlacht bei Freiberg.
Am 5. September 1775 wurde er Major und nahm als solcher am Bayerischen Erbfolgekrieg teil. Am 5. September 1785 wurde er zum Regimentskommandeur ernannt. Am 22. Mai 1787 wurde er Oberstleutnant und bereits am 6. Juni 1787 Oberst. Dazu wurde er am 31. Oktober 1790 zum Drost von Friedeburg ernannt. Als Ansbach-Bayreuth 1792 an Preußen fiel, erhielt Frankenberg vom König den Auftrag, ein Husarenregiment zu errichten. Am 17. März 1792 wurde er Chef des neuerrichteten Husarenregiments Nr. 11 in Ansbach. Dann wurde er am 13. Januar 1793 zum Generalmajor befördert. Er starb am 23. April 1794 in Ansbach.

### Familie
Er heiratete 1765 Friederike Elisabeth von Köckritz und Friedland (* 6. Juni 1747; † 6. August 1822). Das Paar hatte folgende Kinder:
- Karl Wilhelm Alexander (* 8. Mai 1767; † 22. Juni 1852), preußischer Major ⚭ 1808 Klara Antonie Luise von Köckritz (* 15. Juli 1786; † 7. Februar 1816)
- Heinrich Gottlieb Magnus Alexander (* 6. September 1773; † 22. November 1829)[2], preußischer Major
- Ernst Moritz Traugott Alexander (* 17. November 1780; † 20. September 1864), preußischer Premierleutnant, Herr auf Jeschendorf ⚭ 1809 Wilhelmine Lieres von Wilkau (* 22. März 1789; † 21. Dezember 1848)
- Ludwig Ferdinand Alexander (* 2. Juli 1785; † 1829), 1806 preußischer Premierleutnant, Major a. D.